# Porte d'Orléans (metrostation)
Porte d'Orléans is een station van de metro in Parijs langs metrolijn 4 en tramlijn 3a in het 14e arrondissement.
Het station is genoemd naar een van de toegangspoorten van Parijs.

## Geschiedenis
Het station is op 30 oktober 1909, als eindpunt van metrolijn 4.
Sinds 16 december 2006 is er een halte van tramlijn 3.
Op 23 maart 2013 verviel de status als eindpunt van metrolijn 4, na de verlenging van deze lijn naar Mairie de Montrouge.

## Ligging

### Metrostation
Het metrostation ligt onder de avenue du Général Leclerc, vlak ten noorden van kruising met de Boulevard Brune.

### Tramhalte
De tramhaltes van lijn 3a liggen in bajonetligging. Het perron richting Station Pont du Garigliano ligt op de Boulevard Brune, het perron richting Porte de Vincennes ligt op de Boulevard Jourdan.

## Aansluitingen
- RATP-busnetwerk: dertien lijnen
- CEAT: drie lijnen
- Danier Meyer: twee lijnen
- Sqybus: een lijn
- Noctilien: drie lijnen

Porte de Clignancourt · 
Simplon · 
Marcadet - Poissonniers · 
Château Rouge · 
Barbès - Rochechouart · 
Gare du Nord · 
Gare de l'Est · 
Château d'Eau · 
Strasbourg - Saint-Denis · 
Réaumur - Sébastopol · 
Étienne Marcel · 
Les Halles · 
Châtelet · 
Cité · 
Saint-Michel · 
Odéon · 
Saint-Germain-des-Prés · 
Saint-Sulpice · 
Saint-Placide · 
Montparnasse - Bienvenüe · 
Vavin · 
Raspail · 
Denfert-Rochereau · 
Mouton-Duvernet · 
Alésia · 
Porte d'Orléans ·
Mairie de Montrouge ·
Barbara ·
Bagneux - Lucie Aubrac